# Chris Snelling
Christopher Doyle Snelling (født 3. december 1981 i North Miami, Florida) er en amerikansk Major League Baseball spiller af australsk afstamning. Selv om han ikke officielt har trukket sig tilbage, har han ikke spillet siden 2009.
Hans MLB-karriere startede i Seattle Mariners, som i 2002 hentede ham som free agent, mens han var amatørspiller i Australien. Hans ellers meget lovende debutsæson blev ødelagt af en korsbåndsskade i det ene knæ efterfulgt af flere større skader, som holdt ham ude i flere sæsoner. 
I slutningen af 2006 blev han handlet til Washington Nationals, men blev allerede i maj 2007 handlet videre til Oakland Athletics, som fritstillede ham efter sæsonen. Han blev samlet op fra waiver-listen af Tampa Bay Rays, som allerede en måned senere sendte ham videre til Philadelphia Phillies. Hos Phillies blev han sendt til minor leagues i starten af 2008-sæsonen, men blev dog kaldt op og nåede at spille fire kampe for holdet, der samme år vandt World Series.
I 2009 tegnede han kontrakt med MLB-holdet San Diego Chargers, som få måneder efter handlede ham til Pittsburgh Pirates. Pirates fritstillede ham dog efter at have have aktiveret en anden spiller. Resten af sæsonen spillede Snelling i den mexicanske liga.